# Haplochromis degeni
Haplochromis degeni es una especie de peces de la familia Cichlidae en el orden de los Perciformes.

## Morfología
Los machos pueden llegar alcanzar los 15,4 cm de longitud total.

## Hábitat
Vive en zonas de clima tropical  entre 24 °C-26 °C de temperatura.

## Distribución geográfica
Se encuentran en África: lago Victoria.